# Rudolf Seifert (Kanute)
Rudolf Seifert (* 1934 in Spremberg) ist ein ehemaliger deutscher Kanute und Kanutrainer.

## Karriere
Der Kanurennsportler der SG Einheit Spremberg gewann bei den Kanuslalom-Weltmeisterschaften 1957 in Augsburg zusammen mit Waltraud Schale im Einer-Canadier-Mannschaft-Mixed eine Bronze-Medaille. Bei den Kanuslalom-Weltmeisterschaften 1959 in Genf im Zweier-Canadier-Mannschaft mit Manfred Glöckner gewann er eine Goldmedaille und bei den Kanuslalom-Weltmeisterschaften 1963 in Spittal wiederum mit Manfred Glöckner im Zweier-Canadier-Mannschaft ebenfalls eine Goldmedaille.
Seifert ist seit 1948 Mitglied im Kanu-Sportverband und wurde vom Cheftrainer der damaligen DDR Mannschaft Rudi Landgraf bei einem Lehrgang im Kanu Stützpunkt in Spremberg entdeckt. Nach erfolgreichem Abitur im Jahr 1953 ging er zum Studium an die Deutsche Hochschule für Körperkultur (DHfK) nach Leipzig. Nach ersten sportlichen Erfolgen fiel im Trainerstab die Entscheidung, dass Rudolf Seifert Kanu-Slalom als Leistungssport betreiben sollte. Bei seiner ersten Teilnahme an einer Weltmeisterschaft im Kanuslalom 1957 in Augsburg errang er zusammen mit Waltraud Schade gleich einen beachtlichen dritten Platz.
Nach Abschluss seines Studiums arbeitete Seifert von 1958 bis 1963 im Institut für Wasserfahr- und Wintersport des DHfK in der Studenten- und Trainerausbildung. 1963 beendete er seine Karriere im aktiven Leistungssport und kehrte im Alter von 29 Jahren nach Spremberg zurück. Dort war er als Übungsleiter im Bereich Kanu-Slalom tätig. Seinen beruflichen Weg schlug er als Lehrer für Sport und Englisch ein, in dem er bis zum Jahr 1999 tätig war. Mit Beginn seines Altersruhestandes übernahm Seifert abermals eine Spremberger Trainingsgruppe im Kanu.
Rudolf Seifert ist seit über 50 Jahren mit Ingeborg geb. Fellisch verheiratet. Sie war selbst Kanutin im Kanu-Rennsport und errang in der oberen Jugendklasse 1959 im Vierer den DDR-Meister-Titel.
Das Paar hat 3 Kinder, die selbst wieder sportlich tätig sind, die Tochter läuft Marathon.

## Quelle
- Ilona Schulz: Rudolf Seifert – Ein Leben für den Sport. In: Heimatkalender der Stadt Spremberg und Umgebung 2017. Hrsg. Spremberger Kulturbund e.V., S. 91–97.